# Aphantaulax zonata
Aphantaulax zonata är en spindelart som beskrevs av Tamerlan Thorell 1895. Aphantaulax zonata ingår i släktet Aphantaulax och familjen plattbuksspindlar.
Artens utbredningsområde är Myanmar. Inga underarter finns listade i Catalogue of Life.